# Bayanga
Bayanga ist eine Ortschaft in der Präfektur Sangha-Mbaéré im äußersten Südwesten der Zentralafrikanischen Republik. Sie ist die Hauptstadt der gleichnamigen Unterpräfektur und hat etwa 3000 Einwohner. Die ursprüngliche Bevölkerung der Gegend gehört zu den Pygmäen. Auch heute leben unweit der Stadt Angehörige des Aka-Volkes.

## Lage und Verkehr
Bayanga liegt auf einer Höhe von etwa 370 m am linken, östlichen Ufer des Flusses Sangha. Die Ortschaft liegt etwa 100 Straßenkilometer südlich von Nola, der Hauptstadt der Wirtschaftspräfektur. Nola ist über die Route nationale 10 an das Nationalstraßennetz der Zentralafrikanischen Republik angebunden. Die Entfernung von Bayanga in die Hauptstadt Bangui beträgt 522 Kilometer.
Der Flugplatz Bayanga liegt direkt nördlich der Ortschaft.

## Naturschutz
Bayanga liegt inmitten des Dzanga-Sangha-Schutzgebietes umgeben von tropischem Regenwald. Die Verwaltung des Schutzgebietes hat ihren Sitz in Bayanga. Es ist der zentralafrikanische Teil des Trinationalen Schutzgebietes am Sangha-Fluss.

## Geschichte
Bayanga war schon vor Beginn des 20. Jahrhunderts ein Fischerdorf. Ab den 1970er Jahren wuchs es aufgrund der Ansiedlung eines Sägewerks. Ein wichtiger Arbeitgeber ist auch die Verwaltung des Schutzgebietes.

### Bürgerkrieg
Der äußerste Südwesten der Zentralafrikanischen Republik ist der am wenigsten vom Bürgerkrieg betroffene Landesteil. Trotzdem war Bayanga 9 Monate lang von den muslimischen Rebellen der Séléka besetzt, die Bayanga im März 2013 erreichten. Es kam zu Plünderungen durch die Séléka und zu einem Massaker an Waldelefanten im Schutzgebiet, das von sudanesischen Dschandschawid durchgeführt wurde, die die Séléka mit Waffen versorgt hatten und als Lohn das Elfenbein der Elefanten bekamen. Im Januar 2014 wurde die Séléka von der christlichen Rebellengruppe Anti-Balaka vertrieben, die auch Geschäfte plünderte und muslimische Bewohner vertrieb. Erst Ende Mai 2014 wurde auch die Anti-Balaka aus Bayanga vertrieben und die staatlichen Sicherheitskräfte übernahmen wieder die Kontrolle über den Ort.

## Städtepartnerschaft
Bayanga unterhält seit 2017 eine Partnerschaft mit Neuhausen/Spree in Brandenburg.